# Tomás de Berlanga
Fra Tomás de Berlanga, nascut Tomás Martínez Gómez (o Enriquez Gómez) (Berlanga de Duero, Castella, 1487 - Berlanga de Duero, 8 d'agost de 1551) fou el quart bisbe de Panamà. Fou el descobridor accidental de les illes Galápagos.
Fra Tomàs de Berlanga va néixer a Berlanga de Duero en el si d'una modesta família de pagesos. Va a estudiar al Burgo de Osma, per passar posteriorment al convent de San Esteban, Salamanca. Un cop preparat per enfrontar-se a les tasques dels dominics, el 1508 professà i continuà la seva preparació humanística, a més d'instruir-se en temes geogràfics, nàutics i de ciències naturals que li valdrien en els seus viatges pel Nou Món. El 1510 embarcà cap a la 'Hispaniola formant part de la segona expedició dominica, i poc després és escollit com a prior al convent de Santo Domingo.
Entre 1531 i 1545 es va fer càrrec del bisbat de Panamà i abans del seu nomenament havia estat enviat a Mèxic com a Viceprovincial del seu orde. El 1533 fou nomenat conseller de la Corona Espanyola i el 1535, i com a llegat regi, viatjava fins a Lima per intervenir sobre les disputes que sostenien Diego de Almagro i Francisco Pizarro sobre els límits de les seves respectives governacions.
En el viatge oficial que el va dur a Lima, una calma absoluta i els corrents marins van apartar-lo de la seva ruta fins a trobar-se amb un arxipèlag, al qual fra Tomás de Berlanga batejaria com a "illes Galápagos", per la quantitat de grans tortugues que hi havia. El descobriment i descripció d'aquestes illes fou comunicat a Carles V des de la ciutat de Portoviejo, que un any abans havia estat fundada per Francisco Pacheco, per ordre de Diego de Almagro.
En renunciar al bisbat de Panamà se'n tornà al seu poble natal, on morí el 8 d'agost de 1551. Fou enterrat a la capella major de la col·legiata de Berlanga.